# Awbury Arboretum
Awbury Arboretum es un arboreto sin ánimo de lucro de 24 hectáreas (55 acres) de extensión en "East Germantown" un suburbio de Filadelfia, Estados Unidos.

## Localización
Awbury Arboretum 1 Awbury Road, East Germantown, Philadelphia, Philadelphia county, Pensilvania, United States of America-Estados Unidos de América.
Planos y vistas satelitales.40°03′06″N 75°10′08″O / 40.05167, -75.16889
Se encuentra abierto a diario y la entrada es gratuita. 

## Historia
El arboreto data de 1852, cuando Henry Cope compró la finca. Los terrenos fueron remodelados en la tradición inglesa del paisaje, con diseños del conocido arquitecto del paisaje William Saunders. 
Un determinado número de casas fueron construidas en la finca; todas son ahora de propiedad privada a excepción de la casa de Francis Cope (1860) que ahora es la sede administrativa del arboreto. 
La familia Cope estableció formalmente el arboreto en 1916; se convirtió en una organización sin ánimo de lucro en 1984. 
El arboreto se encuentra en el interior del "Awbury Historic District", un National Historic District designado en 2001.

## Colecciones
El arboreto se desarrolla como una serie de espacios abiertos, con aglomeraciones puntuales de árboles y arbustos que permiten unas amplias vistas. 
Entre sus árboles maduros, el arboreto alberga el abedúl de río "Campeón del Estado" (Betula nigra), y notables especímenes del tilo americano (Tilia americana), sicomoro americano (Platanus occidentalis), y abedúl de papel (Betula papyrifera).
Entre otros árboles de la colección se incluyen Acer rubrum, Amelanchier canadensis, Carpinus caroliniana, Chionanthus virginicus, Cornus alternifolia, Cornus amomum, Cornus florida, Corylus americana, Fraxinus americana, Fraxinus pennsylvanica, Liriodendron tulipifera, Nyssa sylvatica, Prunus serotina, Quercus alba, Quercus palustris, Quercus prinus, y Quercus rubra. 
Entre los arbustos se incluyen Aronia arbutifolia, Aronia melanocarpa, Lindera benzoin, Viburnum dentatum, y Viburnum prunifolium.